# Le Japon artistique
Le Japon artistique, sous titré Document d'art et d'industrie, est une revue mensuelle sur les arts japonais publiée par Siegfried Bing, spécialiste du japonisme de son époque, mais surtout importateur d'objets et d'estampes du Japon pour son espace de vente parisien, Fantaisies Japonaises.
Le premier numéro fut publié le 1er mai 1888, avec une parution mensuelle et trilinguistique (anglais, français et allemand), et pour directeur de publication Charles Gillot. Chaque exemplaire comprend des illustrations en couleurs. Le prix de vente était de 2 francs.
Le premier éditeur est la Librairie centrale des beaux-arts d'Émile Lévy puis les éditions Marpon et Flammarion.
Cette revue était notamment appréciée du mouvement pictural nabi.

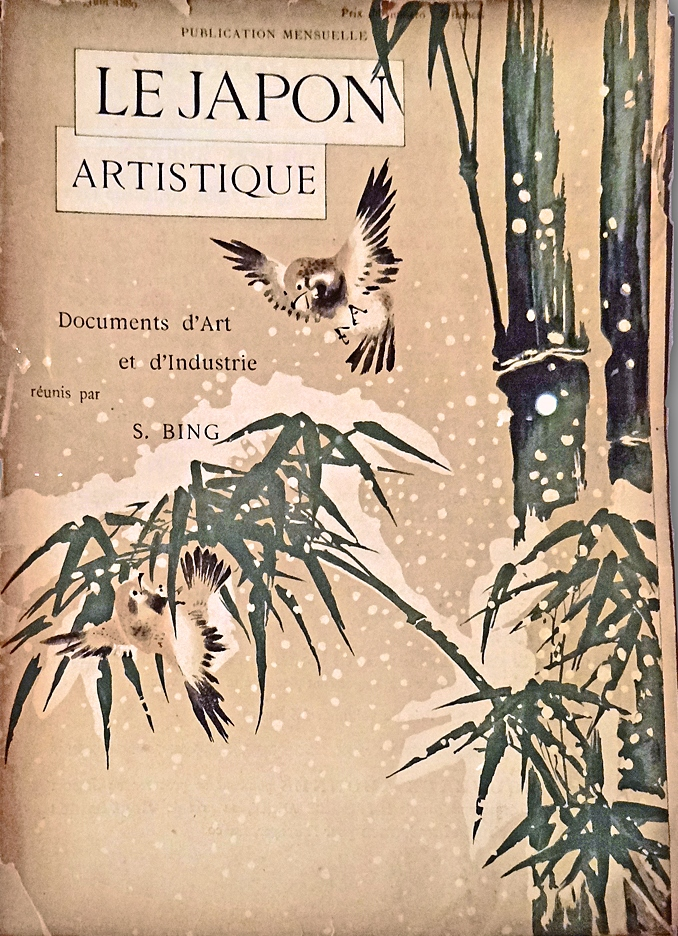
Le Japon artistique, documents d'art et d'industrie réunis par S. Bing (n° 14, 1889)
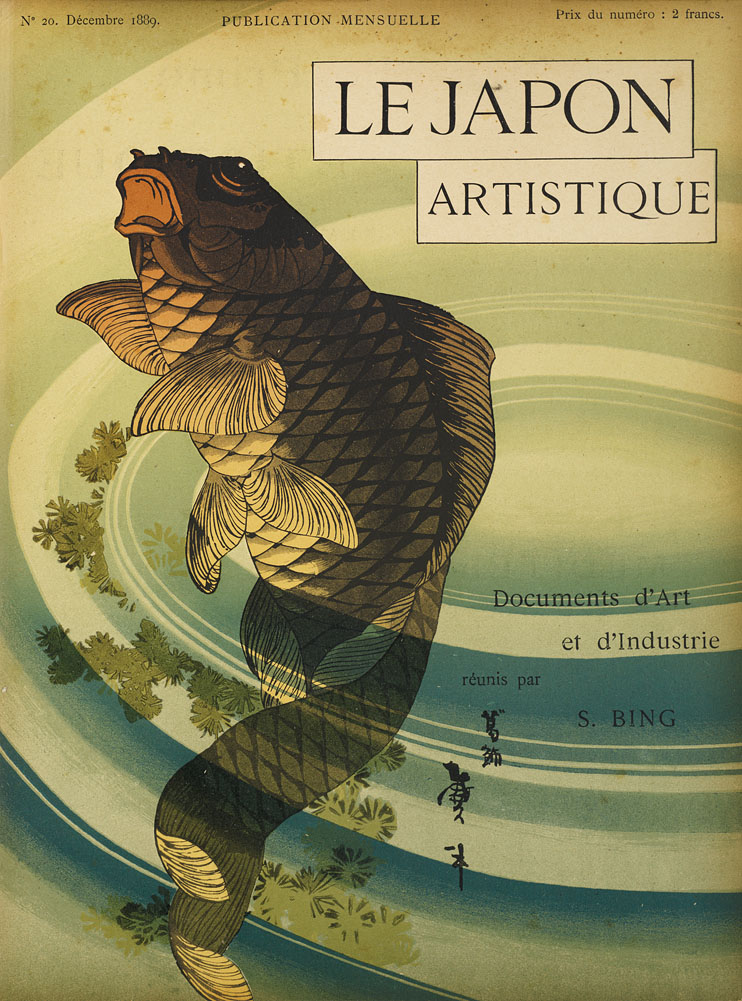
Le Japon artistique, documents d'art et d'industrie réunis par S. Bing (n° 20, 1889)
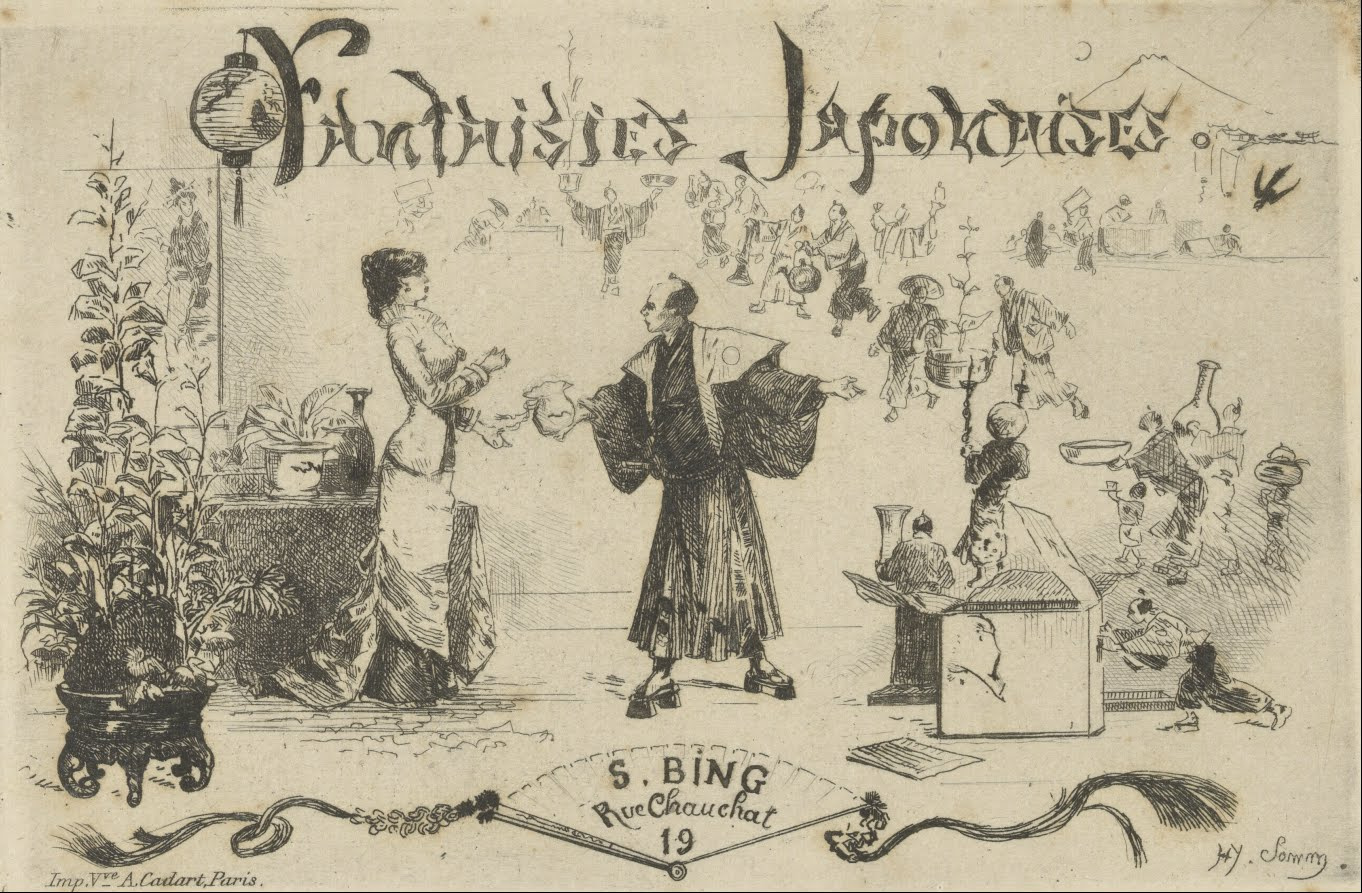
Fantaisies japonaises, S. Bing, rue Chauchat, 19, H. Somm, estampe à l'eau-forte, 8 x 11,7 cm, BnF.
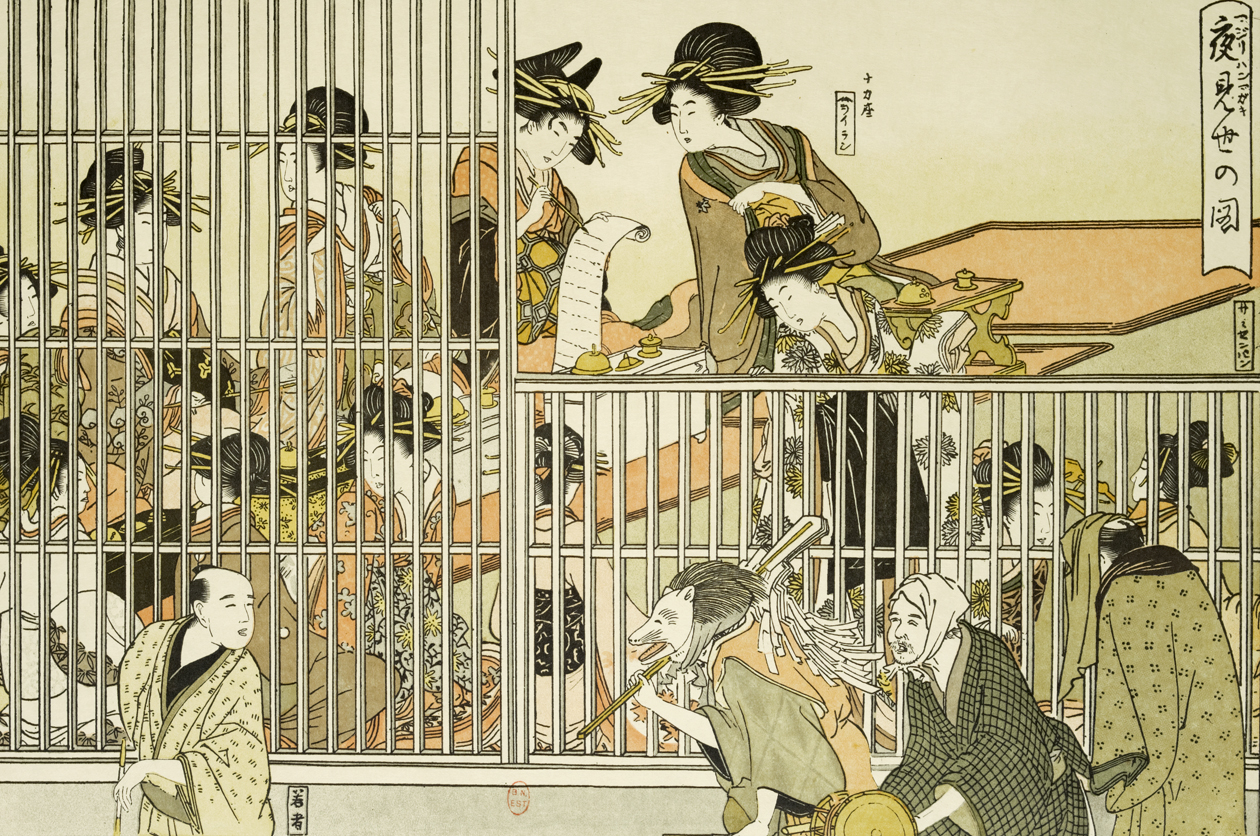
Planche du Yoshivara par Utamaro, 1803, figurant de le tome premier du Japon artistique, paru en 1888

La publication cesse en 1891 après 36 livraisons.

### Sites internet
Texte intégral consultable en ligne (fonds de la Villa Arson):
- Tome 1 (mai 1888 - octobre 1888)
- Tome 2 (novembre 1888 - avril 1889)
- Tome 3 (mai 1889 - octobre 1889)
- Tome 4 (novembre 1889 - avril 1890)
- Tome 5 (mai 1890 - octobre 1890)
- Tome 6 ( novembre 1890 - avril 1891)

### Bases de données
- Notices d'autorité :   - BnF (données)